# Stasina lucasi
Stasina lucasi là một loài nhện trong họ Sparassidae.
Loài này thuộc chi Stasina. Stasina lucasi được Elizabeth Bangs Bryant miêu tả năm 1940.